# HTCondor
HTCondor (ehemals Condor) ist eine sogenannte Batch-Software, die in großen Rechnernetzen zum Einsatz kommt. Condor wird eingesetzt, um Rechenzeit für numerische Berechnungen zu gewinnen, indem Arbeitsplatzrechner zu einem Condor-Pool zusammengefügt werden.

## Geschichte
Condor wird seit 1988 an der University of Wisconsin in Madison (USA) entwickelt und stetig weiter verbessert. Zu Beginn wurde diese Software nur für Unix entwickelt, mittlerweile lässt sich Condor jedoch ebenfalls auf Linux, Solaris, Mac OS und Windows installieren. Es existieren jedoch einige Features von Condor, die nur unter UNIX/Linux zur Verfügung stehen.
Von Condor sind immer zwei Versionen verfügbar, der sogenannte stable release und der development release. Der stable release ist ausreichend getestet und sollte daher in echten Condor-Pools installiert werden, im development release hingegen findet man neue Features, die aber noch nicht ausreichend getestet wurden. Der development release sollte nur in kleinen Test-Pools installiert werden.

## Funktionsweise
Ein Computer bzw. Server des Condor-Pools muss die Arbeit des Central Managers übernehmen. Dieser Central Manager hat die Aufgabe den Pool zu verwalten. Die Clients bilden den eigentlichen Condor-Pool. Die Clients haben zwei Aufgaben. Zum einen sollen sie die Jobs bearbeiten und zum anderen soll man von ihnen aus Jobs abschicken können.
Condor kann so konfiguriert werden, dass es nur dann Jobs ausführt, wenn der Benutzer über einen bestimmten Zeitraum keine Eingaben durchgeführt hat, der Rechner also unbenutzt ist. Sobald wieder Maus- oder Tastatureingaben erfolgen, wird ein laufender Job angehalten und an einen eventuell freien Rechner übergeben.